# Ukrainian Falcons
Los Ukrainian Falcons (en ucraniano: Українські Соколи, Ukrayins’ki Sokoly, «Falcones ucranianos») son un grupo de demostración acrobática de la Fuerza Aérea de Ucrania, constituido de manera oficial en abril de 1997, y que en sus demostraciones aéreas operan seis aviones Mikoyan MiG-29. Hicieron su debut en el Royal International Air Tattoo de 1997.

## Aviones utilizados
| Avión          | Número | Periodo     |
| -------------- | ------ | ----------- |
| Mikoyan MiG-29 | 6      | 1997 — 2002 |